# Las Varitas
Las Varitas är en ort i Mexiko.   Den ligger i kommunen Tlajomulco de Zúñiga och delstaten Jalisco, i den centrala delen av landet, 500 km väster om huvudstaden Mexico City. Las Varitas ligger 1 580 meter över havet och antalet invånare är 107.
Terrängen runt Las Varitas är kuperad åt sydväst, men åt nordost är den platt. Runt Las Varitas är det tätbefolkat, med 266 invånare per kvadratkilometer. Närmaste större samhälle är Guadalajara, 15,0 km nordost om Las Varitas. I omgivningarna runt Las Varitas växer huvudsakligen savannskog.